# Selección de fútbol sala de Corea del Sur
La Selección de fútbol sala de Corea del Sur es el equipo que representa al país en la Copa Mundial de fútbol sala de la FIFA, en el Campeonato Asiático de Futsal y en Futsal en los Juegos Asiáticos y de Artes Marciales Bajo Techo; y es controlado por la Asociación de Fútbol de Corea.

## Estadísticas

### Copa Mundial de Futsal FIFA
| Copa Mundial de fútbol sala de la FIFA | Copa Mundial de fútbol sala de la FIFA | Copa Mundial de fútbol sala de la FIFA | Copa Mundial de fútbol sala de la FIFA | Copa Mundial de fútbol sala de la FIFA | Copa Mundial de fútbol sala de la FIFA | Copa Mundial de fútbol sala de la FIFA | Copa Mundial de fútbol sala de la FIFA |
| Año                                    | Ronda                                  | J                                      | G                                      | E                                      | P                                      | GF                                     | GC                                     |
| -------------------------------------- | -------------------------------------- | -------------------------------------- | -------------------------------------- | -------------------------------------- | -------------------------------------- | -------------------------------------- | -------------------------------------- |
| 1989 - 1992                            | No participó                           | No participó                           | No participó                           | No participó                           | No participó                           | No participó                           | No participó                           |
| 1996                                   | No clasificó                           | No clasificó                           | No clasificó                           | No clasificó                           | No clasificó                           | No clasificó                           | No clasificó                           |
| 2000                                   | No clasificó                           | No clasificó                           | No clasificó                           | No clasificó                           | No clasificó                           | No clasificó                           | No clasificó                           |
| 2004                                   | No clasificó                           | No clasificó                           | No clasificó                           | No clasificó                           | No clasificó                           | No clasificó                           | No clasificó                           |
| 2008                                   | No clasificó                           | No clasificó                           | No clasificó                           | No clasificó                           | No clasificó                           | No clasificó                           | No clasificó                           |
| 2012                                   | No clasificó                           | No clasificó                           | No clasificó                           | No clasificó                           | No clasificó                           | No clasificó                           | No clasificó                           |
| 2016                                   | No clasificó                           | No clasificó                           | No clasificó                           | No clasificó                           | No clasificó                           | No clasificó                           | No clasificó                           |
| 2021                                   | No clasificó                           | No clasificó                           | No clasificó                           | No clasificó                           | No clasificó                           | No clasificó                           | No clasificó                           |
| 2024                                   | No clasificó                           | No clasificó                           | No clasificó                           | No clasificó                           | No clasificó                           | No clasificó                           | No clasificó                           |
| Total                                  | 0/10                                   | -                                      | -                                      | -                                      | -                                      | -                                      | -                                      |

### Copa Asiática de Futsal de la AFC
| Copa Asiática de Futsal de la AFC | Copa Asiática de Futsal de la AFC | Copa Asiática de Futsal de la AFC | Copa Asiática de Futsal de la AFC | Copa Asiática de Futsal de la AFC | Copa Asiática de Futsal de la AFC | Copa Asiática de Futsal de la AFC | Copa Asiática de Futsal de la AFC |
| Año                               | Ronda                             | J                                 | G                                 | E                                 | P                                 | GF                                | GC                                |
| --------------------------------- | --------------------------------- | --------------------------------- | --------------------------------- | --------------------------------- | --------------------------------- | --------------------------------- | --------------------------------- |
| 1999                              | Subcampeón                        | 6                                 | 3                                 | 1                                 | 2                                 | 33                                | 27                                |
| 2000                              | Fase de grupos                    | 3                                 | 1                                 | 1                                 | 1                                 | 18                                | 14                                |
| 2001                              | Tercer lugar                      | 6                                 | 4                                 | 0                                 | 2                                 | 20                                | 22                                |
| 2002                              | Cuarto lugar                      | 7                                 | 3                                 | 1                                 | 3                                 | 39                                | 33                                |
| 2003                              | Cuartos de final                  | 4                                 | 3                                 | 1                                 | 0                                 | 19                                | 11                                |
| 2004                              | Cuartos de final                  | 4                                 | 3                                 | 0                                 | 1                                 | 37                                | 14                                |
| 2005                              | Primera ronda                     | 6                                 | 2                                 | 0                                 | 4                                 | 32                                | 24                                |
| 2006                              | No clasificó                      | No clasificó                      | No clasificó                      | No clasificó                      | No clasificó                      | No clasificó                      | No clasificó                      |
| 2007                              | Fase de grupos                    | 3                                 | 1                                 | 0                                 | 2                                 | 9                                 | 9                                 |
| 2008                              | Fase de grupos                    | 3                                 | 0                                 | 1                                 | 2                                 | 11                                | 13                                |
| 2010                              | Fase de grupos                    | 3                                 | 0                                 | 1                                 | 2                                 | 10                                | 21                                |
| 2012                              | Fase de grupos                    | 3                                 | 0                                 | 0                                 | 3                                 | 4                                 | 26                                |
| 2014                              | Fase de grupos                    | 3                                 | 0                                 | 0                                 | 3                                 | 1                                 | 19                                |
| 2016                              | No clasificó                      | No clasificó                      | No clasificó                      | No clasificó                      | No clasificó                      | No clasificó                      | No clasificó                      |
| 2018                              | Fase de grupos                    | 3                                 | 0                                 | 0                                 | 3                                 | 4                                 | 25                                |
| 2022                              | Fase de grupos                    | 3                                 | 0                                 | 0                                 | 3                                 | 1                                 | 15                                |
| 2024                              | Fase de grupos                    | 3                                 | 0                                 | 1                                 | 2                                 | 5                                 | 12                                |
| Total                             | 15/17                             | 60                                | 20                                | 6                                 | 34                                | 243                               | 285                               |

### Juegos Asiáticos Bajo Techo
| Juegos Bajo Techo | Juegos Bajo Techo | Juegos Bajo Techo | Juegos Bajo Techo | Juegos Bajo Techo | Juegos Bajo Techo | Juegos Bajo Techo | Juegos Bajo Techo | Juegos Bajo Techo |
| Año               | Ronda             | J                 | G                 | E                 | P                 | GF                | GC                | DIF               |
| ----------------- | ----------------- | ----------------- | ----------------- | ----------------- | ----------------- | ----------------- | ----------------- | ----------------- |
| 2005              | No participó      | No participó      | No participó      | No participó      | No participó      | No participó      | No participó      | No participó      |
| 2007              | No participó      | No participó      | No participó      | No participó      | No participó      | No participó      | No participó      | No participó      |
| 2009              | Fase de grupos    | 2                 | 0                 | 0                 | 2                 | 4                 | 8                 | -4                |
| 2011              | Cancelado         | Cancelado         | Cancelado         | Cancelado         | Cancelado         | Cancelado         | Cancelado         | Cancelado         |
| 2013              | Cuartos de final  | 4                 | 2                 | 0                 | 2                 | 20                | 11                | +9                |
| Total             | 2/4               | 6                 | 2                 | 0                 | 4                 | 24                | 19                | +5                |

### Campeonato de la EAFF
| Campeonato de Futsal de la EAFF | Campeonato de Futsal de la EAFF | Campeonato de Futsal de la EAFF | Campeonato de Futsal de la EAFF | Campeonato de Futsal de la EAFF | Campeonato de Futsal de la EAFF | Campeonato de Futsal de la EAFF | Campeonato de Futsal de la EAFF | Campeonato de Futsal de la EAFF |
| Año                             | Ronda                           | J                               | G                               | E                               | P                               | GF                              | GC                              | DIF                             |
| ------------------------------- | ------------------------------- | ------------------------------- | ------------------------------- | ------------------------------- | ------------------------------- | ------------------------------- | ------------------------------- | ------------------------------- |
| 2009                            | 4º Lugar                        | 4                               | 1                               | 0                               | 3                               | 37                              | 19                              | +18                             |
| 2013                            | 3º Lugar                        | 4                               | 2                               | 0                               | 2                               | 19                              | 10                              | +9                              |
| Total                           | 2/2                             | 8                               | 3                               | 0                               | 5                               | 56                              | 29                              | +27                             |